# Jimmy Gallagher
Jimmy Gallagher, właśc. James J. Gallagher (ur. 7 czerwca 1901 w Kirkintilloch, zm. 7 października 1971 w Cleveland) – amerykański piłkarz szkockiego pochodzenia występujący na pozycji pomocnika, reprezentant Stanów Zjednoczonych w latach 1928–1934, olimpijczyk.

## Kariera piłkarska
Karierę piłkarską rozpoczął w 1919 w klubie Tebo Yacht Basin. Od tego czasu grał w klubach J&P Coats, Fall River Marksmen, New York Giants, Fleisher Yarn, Indiana Flooring, New York Nationals, New York Field Club, Malta United, Cleveland Slavia oraz Cleveland Graphite Bronze. W 1934 roku zakończył karierę piłkarską.

## Kariera reprezentacyjna
Został powołany na Mistrzostwa Świata 1930. Zagrał także cztery lata później na Mistrzostwach Świata 1934. Po tym turnieju nie zagrał w reprezentacji, dla której wystąpił w 5 spotkaniach i strzelił 1 bramkę.

## Życie prywatne
Urodził się w miejscowości Kirkintilloch w środkowej Szkocji. W wieku 12 lat z powodów ekonomicznych wyemigrował z matką do Nowego Jorku w Stanach Zjednoczonych. W 1937 roku poślubił Marie Coughlin, z którą miał dwie córki: Ritę i Carol.